# 馬萊洛亞/艾圖拉吉
馬萊洛亞/艾圖拉吉（英語：Malaeloa/Aitulagi）是美屬薩摩亞的一個村莊。馬萊洛亞/艾圖拉吉2010年人口為698人。
馬萊洛亞/艾圖拉吉有一個氣象站。美屬薩摩亞的最高和最低氣溫記錄於馬萊洛亞/艾圖拉吉：1972年4月27日為99°F（37.2°C），1962年3月28日為53°F（11.6°C）。